# Pascal Bodmer

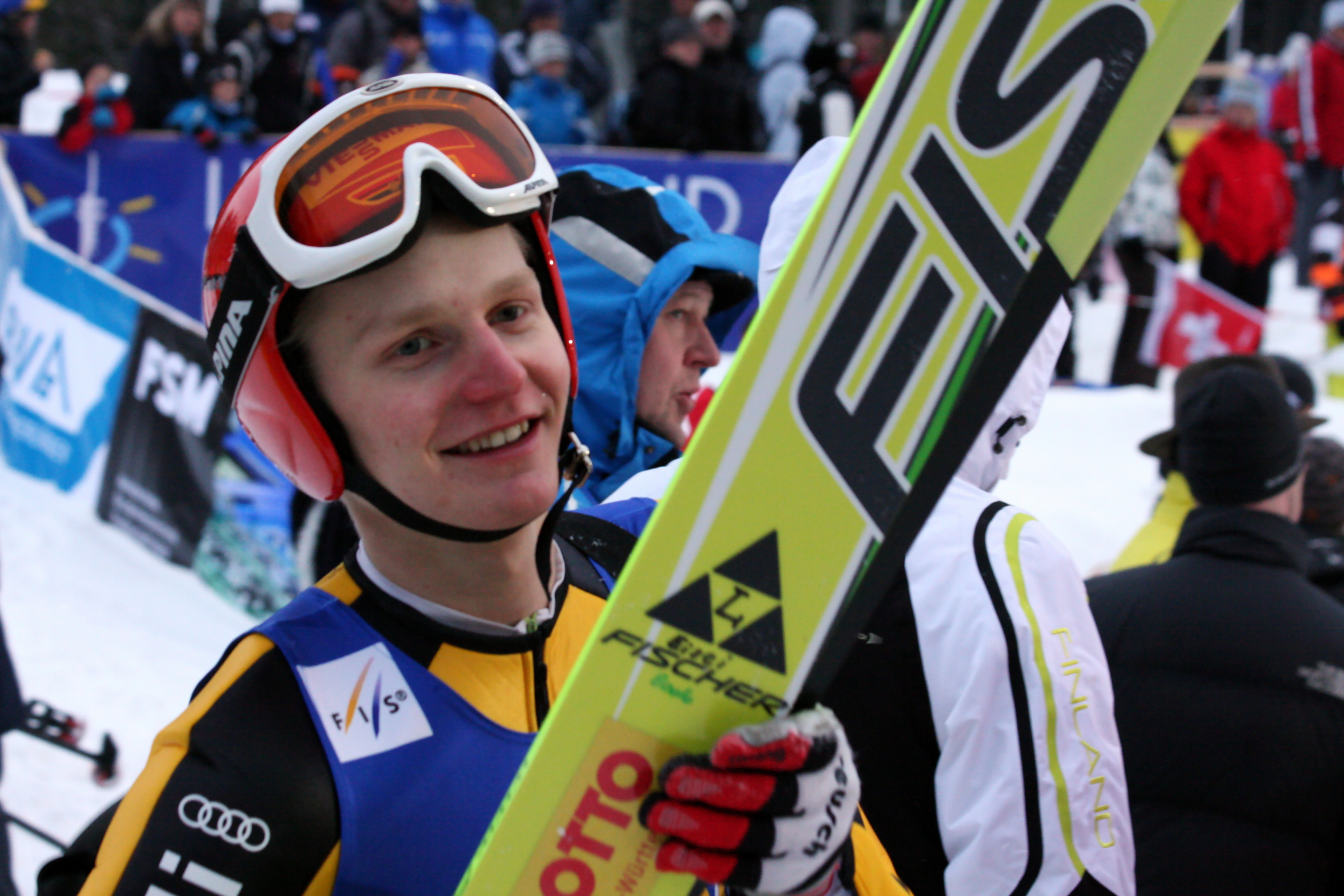
Pascal Bodmer i Hinterzarten 2010

Pascal Bodmer, född 4 januari 1991 i Balingen i delstaten Baden-Württemberg, är en tysk backhoppare. Han representerar Sportverein Meßstetten.

## Karriär
Pascal Bodmer startade med backhoppning 5 år gammal. Då hoppade han i de mindre backarna (K20 och K40) i Skiarena Täle i Messtetten. 11 år gammal räknades han av Tyska Skidförbundet (DSV) bland de bästa ungdomshopparna i Tyskland. 2006 började Bodmer vid skidgymnaset i Furtwangen.
Bodmer debuterade internationellt i en FIS-tävling i Predazzo i Italien 10 oktober 2003. Han tävlade i kontinentalcupen första gången på hemmaplan i Oberstdorf 29 juli 2006. Han tävlade i världscupen första gången i hemmabacken Hochfirstschanze i Titisee-Neustadt 3 februari 2007. Han blev nummer 32 i sin första deltävling i världscupen.
Under junior-VM 2007 i Tarvisio i Italien blev Bodmer nummer 18 i den individuella tävlingen. I lagtävlingen blev Bodmer nummer fyra med det tyska laget, efter Slovenien, Japan och Finland. Tyska laget (med bland andra Andreas Wank) var 5,0 poäng från bronsmedaljen. Pascal Bodmer tävlade också i junior-VM 2008 i Zakopane i Polen. Där blev han nummer 11 individuellt i en tävling som vanns av lagkamraten Andreas Wank. I lagtävlingen vann Tyskland med god marginal före Österrike och Polen. I Štrbské Pleso i Slovakien februari 2009, deltog Bodmer i junior-VM för tredje gång. Han blev nummer fyra individuellt, endast 0,5 poäng från en bronsmedalj. I lagtävling blev tyska laget nummer två, 3,0 poäng efter segrande Österrike och 41,5 poäng före bronsvinnarna från Polen. Bodmer deltog även i junior-VM 2010 på hemmaplan i Hinterzarten. Där vann han en ny silvermedalj tillsammans med det tyska laget, nu 20,0 poäng efter österrikarna och 4,0 poäng före laget från Slovenien. 
Pascal Bodmer har växlat mellan tävlingar i världscupen och kontinentalcupen. I världscupen blev han nummer två i Kuusamo i Finland 28 november 2009 då han var 9,1 poäng efter segraren Bjørn Einar Romøren från Norge. I lagtävlingar har han varit på prispallen två gånger, i Kuusamo 27 november 2009 då Tyskland blev nummer två efter Österrike och i Willingen 7 februari 2010 då Tyskland vann före Norge och Österrike. Som bäst blev Bodmer nummer 19 sammanlagt i världscupen, säsongen 2009/2010. Samma säsong blev han nummer 7 sammanlangt i tysk-österrikiska backhopparveckan.
Under olympiska spelen 2010 i Vancouver i Kanada tävlade Bodmer i normalbacken och blev nummer 31. I lagtävlingen blev Tyskland nummer två, utan Bodmer i laget. I Skid-VM 2011 i Oslo i Norge, startade Bodmer endast i normalbacken och blev nummer 44.